# 日本屋根経済新聞
日本屋根経済新聞（にほんやねけいざいしんぶん）は、1973年に創刊された日本唯一の屋根業界紙で、主に住宅の屋根を対象分野としている。愛称は「屋根新聞」。タブロイド判8 - 12頁が多く毎月8の日（屋根の日）発行の旬刊紙、配布地域は日本。
同社の媒体資料（平成16年3月）によれば、発行部数は10,028部、読者層は販売工事業者78％、屋根材製造業者12％、関連業者ほか10％。住宅・建築と屋根を結ぶ「季刊ROOF&ROOFING（屋根と屋根材）」、屋根材カタログ集「屋根セレクション」、一般消費者向け「こだわり屋根事典」「屋根のリフォーム読本」など各種出版物も刊行している。